# جي سوك جن

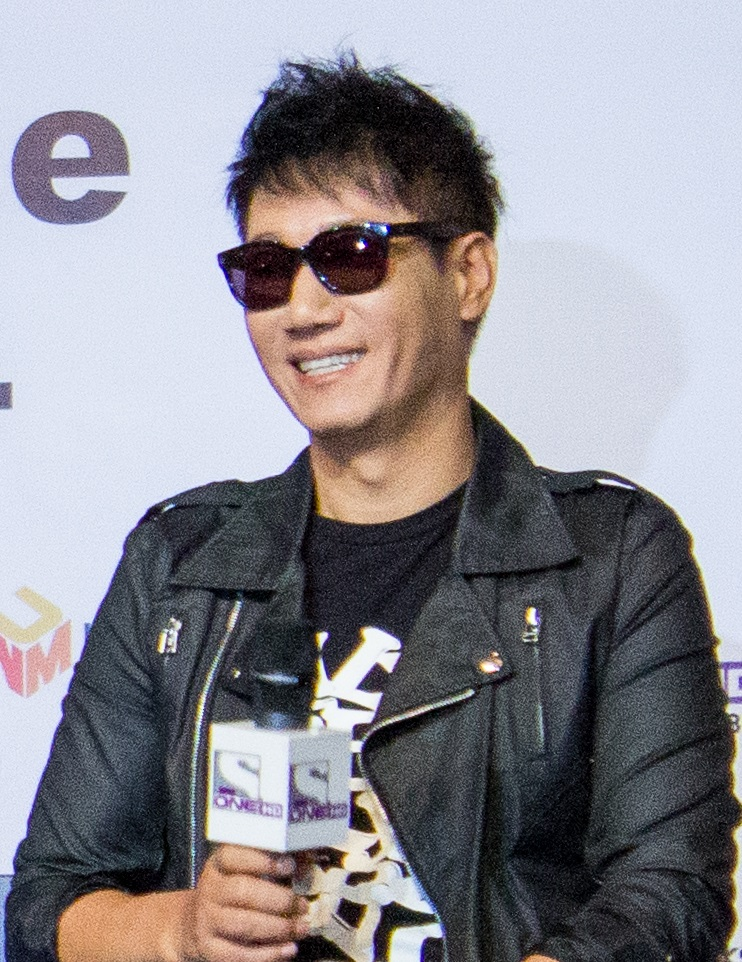
جي سوك جِن في سنة 2014.

جي سوك جِن (بالهانغل: 지석진، وبالهانجا: 池錫辰 وسابقاً 池石镇، ويكتب خطأ: جي سوك جين) هو كوميدي من كوريا الجنوبية، ومقدم برامج تلفزيونية، وممثل، ومذيع. تخرج جي سوك جِن من جامعة أجو وحصل على شهادته الجامعية في تخصص إدارة الأعمال. يُعرفُ جي سوك جِن بكونه عضواً في برنامج رانينغ مان مع كل من يو جاي سوك (유재석)، وهاها (하하)، وإي كوانغ سو (이광수)

## روابط خارجية
- جي سوك جن على موقع IMDb (الإنجليزية)
- جي سوك جن على موقع قاعدة بيانات الفيلم (الإنجليزية)